# Cassiella abylensis
Cassiella abylensis is een slakkensoort uit de familie van de Cerithiidae. De wetenschappelijke naam van de soort is voor het eerst geldig gepubliceerd in 1987 door Gofas.